# Ryōko Sekiguchi
Pour les articles homonymes, voir Sekiguchi.
Ryōko Sekiguchi (関口 涼子, Sekiguchi Ryōko), née le 21 décembre 1970 à Tokyo, est une écrivaine, poétesse et traductrice japonaise.

## Biographie
Ryōko Sekiguchi naît à Tokyo et grandit au cœur du quartier animé de Shinjuku.
Elle étudie le journalisme à l'université Waseda. Contrainte de choisir une langue vivante, elle choisit le français par amour pour la cuisine française. Elle obtient son diplôme en 1993, et part étudier l'histoire de l'art à la Sorbonne. Elle poursuit ses études au Japon et obtient en 1996 un doctorat en littérature comparée et en études culturelles à l'université de Tokyo.
Elle publie ses livres en français et en japonais et collabore régulièrement avec des institutions comme l'Institut national des langues et civilisations orientales. Elle évoque notamment dans ses œuvres les saveurs et les cultures culinaires. Elle s'interroge également sur les mots comme dans son ouvrage Fade : une notion qui lui semble bien française, l’équivalent de « fade », en japonais, ayant un sens plutôt positif, « délicat ». Il lui semble quelquefois qu'en déclamant fade une recette, les français « tournent le dos à l’éventualité que ce soient eux qui soient dans l’incapacité de la comprendre ».
Elle est lauréate du Grand Prix de la Traduction 2016 au Japon pour Solibo magnifique de Patrick Chamoiseau.
Depuis 2021, elle dirige aux éditions Philippe Picquier, la collection Le Banquet qui réunit des œuvres japonaises inédites où la nourriture occupe une place centrale.

## Œuvres

### Poésie
- Cassiopée Péca, 1993. Rééd. Marseille : CIPM (Centre international de poésie de Marseille), 2001[6].
- [Com] position, Tokyo, 1996
- Hakkouseï S´Diapositive, Tokyo, 2000
- Calque (Poésie). - Paris : P.O.L, 2001. -  (ISBN 9782867448553)
- Héliotropes (Poésie). - Paris : P.O.L, 2005. -  (ISBN 9782846821049)
- Adagio ma non troppo. -  Libourne (Gironde) : Le Bleu du ciel, 2007. - (Collection Poésie contemporaine). -  (ISBN 9782915232363). - Surtexte aux Lettres à la fiancée de Fernando Pessoa.
- Études vapeur suivi de Série Grenade. -  Libourne (Gironde) : Le Bleu du ciel, 2008. - (Collection Poésie contemporaine). -  (ISBN 9782915232523).

### Romans et essais
- Deux marchés,de nouveau. - Paris : P.O.L, 2005. -  (ISBN 9782846821056)
- Ce n'est pas un hasard, Chronique japonaise. - Paris : P.O.L., 2011. -  (ISBN 9782818014356)
- L'Astringent. - Paris : éditions Argol, 2012. - (Collection Vivres. Paradoxes). -  (ISBN 9782915978797). Rééd. 2017.
- Manger fantôme. - Paris : Argol, 2012. - (Collection Vivres. Paradoxes). -  (ISBN 9782915978780)
- Le Club des gourmets et autres cuisines japonaises (recueil de nouvelles), Kôzaburô Arashiyama, Osamu Dazai, Rosanjin Kitaôji et al. ; choix et présentations Ryoko Sekiguchi. - Paris : P.O.L, 2013. -  (ISBN 9782818018095)
- La Voix sombre (roman). - Paris : P.O.L, 2015. -  (ISBN 9782818037959)
- Dîner fantasma (essai), avec les photographies de Felipe Ribon. - Paris : Manuella, 2016. -  (ISBN 9782917217757)
- Fade. - Paris : Argol, 2016. - (Collection Vivres. Paradoxes). -  (ISBN 9791094136270)
- Kyoto. - Chartres : Menu fretin, 2017. - (Collection Le voyageur affamé, n° 6). -  (ISBN 9791096339136). - Note : plan déplié : 420 x 420 mm.
- Le Japon à Paris. - Chartres : Menu fretin, 2018. - (Collection Le voyageur affamé). -  (ISBN 9791096339327). - Note : plan déplié : 420 x 420 mm. Rééd. 2019.
- Beyrouth. - Chartres : Menu fretin, 2018. - (Collection Le voyageur affamé). -  (ISBN 9791096339358). - Note : plan déplié : 420 x 420 mm.
- Nagori, la nostalgie de la saison qui s'en va. - Paris : P.O.L, 2018. -  (ISBN 9782818046616)
- Le nuage : dix façons de le préparer, avec Sugio Yamaguchi, Valentin Devos. -  Paris : Les Éditions de l'Épure, 2019. -  (ISBN 9782352553298)
- La Terre est une marmite. - Montrouge (Hauts-de-Seine) : Bayard, 2020. - (Collection Les petites conférences). -  (ISBN 9782227497955)
- Sentir : lire le vin avec Hervé Deschamps, chef de caves de la Maison Perrier-Jouët, en dialogue avec le chef Pierre Gagnaire et la complicité du botaniste Marc Jeanson.- Paris : Jean Boîte éditions, 2021. - (Collection Artisans of the wild : an enchanting library, n° 1). -  (ISBN 9782365680394)
- Le curry japonais : dix façons de le préparer, avec Famille Roellinger. -  Paris :  Les Éditions de l'Épure, 2021. -  (ISBN 9782352553526)
- 961 heures à Beyrouth (et 321 plats qui les accompagnent). - Paris : P.O.L., 2021. Grand prix SGDL de la non-fiction 2022[7]. - (ISBN 9782818052693)
- L'appel des odeurs - Paris : P.O.L., 2024. -    (ISBN 978-2-8180-6011-7)

### Publications collectives
- Le monde est rond : autour de l'Encyclopédie, Marc Charpin, Suzanne Doppelt, Ryoko Sekiguchi ; préface Elisabeth Bourguinat. - Grâne (Drôme) : Créaphis, 2004. -  (ISBN 9782913610576)
- La cuisine japonaise, Birgit Dahl Stern, Dorian Nieto & Ryoko Sekiguchi. - Paris : Solar, 2014. - (Collection Les ateliers de Masterchef). -  (ISBN 9782263062797)
- Chefs japonais, cuisine française, François Simon, Ryôko Sekiguchi. - Vanves (Hauts-de-Seine) : Chêne, 2014. -  (ISBN 9782812309243)
- Le guide du saké en France : apprendre, déguster, acheter : 100 sakés d'artisans japonais, Adrienne Natsumi Saulnier Blache, Ryôko Sekiguchi. - Pantin (Seine-Saint-Denis) : Keribus, 2018. -   (ISBN 9791091713146)

### Traductions (sélection)
Ne figurent pas les nombreux mangas traduits.
- Louange de l'ombre, Jun'ichiro Tanizaki ; traduit du japonais par Ryôko Sekiguchi et Patrick Honnoré. - Arles (Bouches-du-Rhône) : P. Picquier, 2017. - (Collection Ginkgo). -  (ISBN 9782809712216)
- Noir sur blanc, Jun'ichiro Tanizaki ; traduit du japonais par Ryôko Sekiguchi et Patrick Honnoré. - Arles (Bouches-du-Rhône) : P. Picquier, 2018. - (Collection Littérature Grand format). -  (ISBN 9782809713114)
- Anguilles démoniaques, Yû Takada ; traduit du japonais par Ryôko Sekiguchi et Patrick Honnoré. - Paris : De Saxus, 2018. - (Collection Thriller). -  (ISBN 9782378760021)
- Dans l’œil du démon, Jun'ichiro Tanizaki ; traduit du japonais par Ryôko Sekiguchi et Patrick Honnoré. - Arles (Bouches-du-Rhône) : P. Picquier, 2019. - (Collection Littérature Grand format). -  (ISBN 9782809714456)

## Distinctions et récompenses
- Chevalière de l'ordre des Arts et des Lettres (2012)[8]
- Grand prix SGDL de la non-fiction 2022[7].